# Mika Lipponen
Mika Lipponen (Kaarina, 9 de maio de 1964) é um futebolista finlandês  que já atuou em equipes como o RCD Mallorca, Twente Enschede, FC Aarau, entre outras.